# 石渡奈緒美
石渡 奈緒美（いしわたり なおみ、1984年8月2日 - ）は、千葉県出身のタレント、歌手である。所属事務所はワーロック。

## 人物・来歴
- 芸能人女子フットサルチーム「ZENT sweeties」に所属していた（背番号6）。
- 上原なつとの二人組ボーカルユニット、Snowflakeのメンバーとしても活動していた。
- バンド活動が趣味で、アマチュアのガールズバンドのメンバーだったこともある。
- 2008年10月22日にソロ歌手としてCDアルバム『Complete』をリリース。
- 特技はダンス、縄跳び。
- エクセルヒューマンエイジェンシー所属の石渡あゆみは実姉。

## 出演

### テレビ
- 今夜もドル箱（テレビ東京）- 2010年6月1日

### オリジナルビデオ
- 頭狂23区外 終ワラヌ（2003年、オルスタックピクチャーズ）

## リリース作品

### CD
- Complete （2008年10月22日発売・WARR-0023）

1. Emotion
2. Complete（テレビ東京系『ドライブ A GO!GO!』エンディングテーマ）
3. Evasive
4. Believe
5. Alone

- for・・・（2010年1月20日発売・WE-005）

1. Forward（テレビ東京系『ドライブ A GO!GO!』エンディングテーマ）
2. forever

### DVD
- 石渡奈緒美 23歳（2008年1月26日発売・ネオウイング）